# خفاش برفکی
خفاش برفکی (نام علمی: Vespertilio murinus) گونه‌ای خفاش با جثه متوسط است که در مناطق پهناوری از آسیای مرکزی، روسیه، و اروپا زندگی می‌کند.
این خفاش دارای گوش و گوشک گرد و پهن است و همانندی زیادی به خفاش شمالی و سروتین دارد. تفاوتش اما با این دو در آن است که قسمت آزاد دم کوتاه است و به جز مهره آخر آن، بقیه را پرده دمی پوشانده است، موهای بدن این پستاندار انبوه و نرم هستند. از آنجا که رنگ موهای پشت بدن قهوه‌ای تیره با نوک نقره‌ای است و این به جانور ظاهری برفک‌وار می‌دهد، آن را با نام خفاش برفکی می‌خوانند. رنگ موهای زیر بدن سفید شیری است، از این رو اختلاف رنگ زیر بدن و پشت کاملاً مشخص است. رنگ پرده پوستی نیز بسیار تیره است.
طول سر و تنه خفاش برفکی ۸۵ تا ۱۰۸ میلی‌متر است و وزن آن میان ۱۲ تا ۱۴ گرم.